# 沃斯托奇纳亚河
沃斯托奇纳亚河（俄语：Восточная Река）或元泊川（日语：／）是萨哈林州马卡罗夫区的河流，源起博古恰尔山东坡，长15公里，流域面积48平方公里，在东村注入捷尔佩尼耶湾。